# Heterobranchus boulengeri
Heterobranchus boulengeri is een straalvinnige vissensoort uit de familie van de kieuwzakmeervallen (Clariidae). De wetenschappelijke naam van de soort werd voor het eerst geldig gepubliceerd in 1922 door Jacques Pellegrin.